# Пара-Хлорамфетамин
пара-хлорамфетамин (PCA, 4-CA) — химическое соединение класса амфетаминов. По механизму действия аналогичен MDMA. Вызываемый PCA выброс серотонина больше, чем у MDMA, влияние этих двух веществ на выброс дофамина сравнимо.
PCA — мощный нейротоксин, используемый в этом качестве при проведении исследований. Механизм нейротоксичности связан с формированием свободных радикалов.